# بيتر هنت (فنان)
بيتر هنت (بالإنجليزية: Peter Hunt)‏ هو فنان أمريكي، ولد في 1896 في إيست أورانج في الولايات المتحدة، وتوفي في 1967 في رأس كاد ‏ في الولايات المتحدة.